# Pustá Rybná
Pustá Rybná är en ort i Tjeckien. Den ligger i regionen Pardubice, i den centrala delen av landet, 130 km öster om huvudstaden Prag. Pustá Rybná ligger 605 meter över havet och antalet invånare är 154.
Terrängen runt Pustá Rybná är varierad.Runt Pustá Rybná är det ganska glesbefolkat, med 24 invånare per kvadratkilometer. Närmaste större samhälle är Žďár nad Sázavou Druhy, 20,0 km sydväst om Pustá Rybná. I omgivningarna runt Pustá Rybná växer i huvudsak blandskog.